# Bunmi Banjo
Bunmi Banjo est une conférencière nigériane en technologie. Elle est également fondatrice et PDG de Kuvora Inc. Elle est auparavant responsable de la marque et de la réputation de Google en Afrique, et dirige les efforts de l'entreprise pour fournir des compétences numériques à des millions de jeunes à travers le continent,.

## Biographie

### Enfance, formation et débuts
Bunmi naît au Canada de parents nigérians d'Ijebu, dans l'État d'Ogun, au Nigéria, et l'aînée de trois enfants. Elle fréquente l' Académie du gouvernement fédéral de Suleja, où elle est membre de la classe inaugurale du programme d'études secondaires du Nigeria pour les élèves doués et talentueux.[réf. nécessaire] .
Elle obtient un baccalauréat en psychologie en 2000 de l'Université de Toronto et un MBA en 2007 de la Kellogg School of Management de la Northwestern University.[réf. nécessaire] .

### Carrière professionnelle
Bunmi travaille chez Chevron Corporation, Discover Financial Services et TD Canada Trust  en début de carrière.
En 2012, elle rejoint Google où elle dirige les efforts de l'entreprise pour former des millions de personnes grâce au programme Google Digital Skills for Africa,.
Largement cité par les médias, notamment CNN, réseau Al Jazeera, CNBC Africa, Financial Times, This Day, The Punch et The Guardian (Nigeria).
Bunmi est répertorié comme l'un des cofondateurs et CMO d'une plateforme de réservation de divertissement appelée Fezah.

## Portée numérique de Google en Afrique
Lors d'une conférence de presse à Johannesburg en avril 2016, Google a annoncé un adjectif de former un (01) million d'Africains aux compétences numériques dans un an,. Grâce à un partenariat avec Livity Afrique programme Afrique Digify de plans ont été mis en place autour du continent pour identifier les populations concernées pour la formation et le soutien, la prestation « expériences d'apprentissage pratiques qui mènent directement à des emplois en demande dans l'économie numérique, ou aider à lancer de petites entreprises ».
Bunmi dirige le programme à travers le continent et déclare : « Les gens à travers l'Afrique ont soif d'explorer comment mieux tirer parti de l'Internet et des opportunités qu'il offre ».
En mars 2017, Google a atteint son objectif et s'est engagé à en former un million de plus. Pour cela, Google annonce « l'ajout des pays et des régions à Digital Skills for Africa » et d'inclure « plus de versions hors ligne de supports de formation en ligne pour les zones à faible accès au réseau ». Le programme proposé dans « de nouvelles langues, telles que le swahili, l'isizoulou et le haoussa ».